# Tiéoulé Mamadou Konaté
Tiéloulé Mamadou Konaté (Bamako 21 februari 1933 - Ségou (regio) 27 oktober 1995) was een Malinees politicus. Hij was de zoon van Mamadou Konaté (1897-1956), de eerste voorzitter van de Union soudanaise - Rassemblement démocratique africain (US-RDA).
Konaté was kandidaat namens de US-RDA bij de eerste democratische presidentsverkiezingen in 1992 en eindigde daarbij met 31% als tweede achter winnaar Alpha Oumar Konaré (69%). In 1993 richtte hij het Bloc pour la démocratie et l'intégration africaine (Blok voor Democratie en Afrikaanse Integratie, BDIA), een afsplitsing van de US-RDA, op. Hij kwam op 27 oktober 1995 bij een auto-ongeluk om het leven.